# VfB Leipzig (1893)
Der Verein für Bewegungsspiele Leipzig e. V., kurz VfB Leipzig, war ein 1893 gegründeter Sportverein in Leipzig. Die Fußballmannschaft der Männer wurde Anfang des 20. Jahrhunderts dreimal deutscher Fußballmeister und war damit bis 1925 über 23 Jahre lang deutscher Rekordmeister, ehe sie der 1. FC Nürnberg ablöste. 1945 wurde der Verein nach dem Ende des Zweiten Weltkriegs zwangsweise aufgelöst. 1966 gründete sich mit dem 1. FC Lokomotive Leipzig ein Nachfolgeverein, der von 1991 bis zur Einstellung des Spielbetriebs 2004 wieder unter dem Namen VfB Leipzig antrat. Nach Abschluss eines Insolvenzverfahrens verschmolz der VfB Leipzig im Jahr 2021 mit dem 2003 gegründeten 1. FC Lokomotive Leipzig und wurde aus dem Vereinsregister gelöscht.

## Geschichte

### 1893–1900: Die Anfänge des VfB Leipzig
Am 11. November 1893 wurde von Johannes Kirmse und Albert Rößler die Sportbrüder Leipzig gegründet und etwa drei Jahre später wurde von Theodor Schöffler die Gründung des VfB Leipzig initiiert. Am 13. Mai 1896 wurde der Verein in Bodens Deutscher Trinkstube gegründet. Der VfB bestritt am 5. Juli 1896 sein erstes Spiel, welches mit 3:1 auf den Lindenauer Sportplatz gegen den Leipziger BC 1893 gewonnen werden konnte.
Diese beiden Fußballvereine schlossen sich 1898 zum VfB Sportbrüder 1893 Leipzig zusammen und waren unter diesen Namen im Jahr 1900 Gründungsmitglied des Deutschen Fußball-Bundes. Bei der Gründungsversammlung im Leipziger Restaurant Zum Mariengarten wurden sie durch Johannes Kirmse vertreten. Neben den VfB Sportbrüder 1893 Leipzig waren auch die Leipziger Vereine Leipziger BC 1893, FC Lipsia 1893 Leipzig, BV Olympia 1896 Leipzig und FC Wacker 1895 Leipzig Gründungsmitglied des DFB. Im gleichen Jahr legte der Verein den Zusatz Sportbrüder ab und trat unter den Namen VfB Leipzig an.

### 1900–1918: Drei Meistertitel für Leipzig

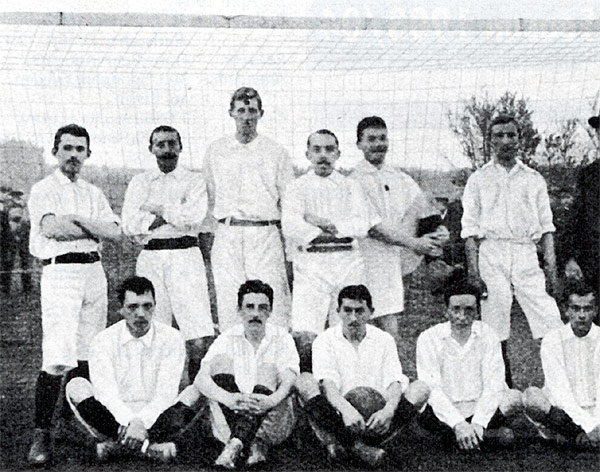
Die Mannschaft des VfB Leipzig im Jahr 1901

Von 1900 an explodierte das fußballerische Leistungsvermögen geradezu unter Führung des ehrgeizigen Trainers und Spielers Theodor Schöffler, welcher großen Wert auf Kondition und Spielvermögen legte. In der Saison 1902/03 wurde der VfB erstmals innerhalb des Verbandes Leipziger Ballspiel-Vereine (VLBV) Leipziger Gaumeister. Dies qualifizierte ihn für die zum zweiten Mal durchgeführte Endrunde im Verband Mitteldeutscher Ballspielvereine (VMBV), an der Vereine aus den heutigen Bundesländern Sachsen, Sachsen-Anhalt und Thüringen teilnahmen. Nach dem glatten 4:0-Endspielsieg gegen den Dresdner SC war der VfB Mitteldeutscher Meister und damit für das erstmals ausgetragene Finalturnier des DFB, die so genannten Bundesspiele, qualifiziert. Trotz des schweren Schicksalsschlages (Mentor, Trainer und Hauptfigur Theodor Schöffler verstarb im März) waren die Leipziger topfit. Nach Siegen über Britannia 92 Berlin (3:1) und Altona 93 (6:3) stand der VfB am 31. Mai im Finale. Er gewann das Endspiel in Altona 7:2 gegen den DFC Prag. Der VfB Leipzig war damit 1903 Deutscher Meister und hielt als erster Verein in der DFB-Geschichte den Siegerpokal Victoria in den Händen.

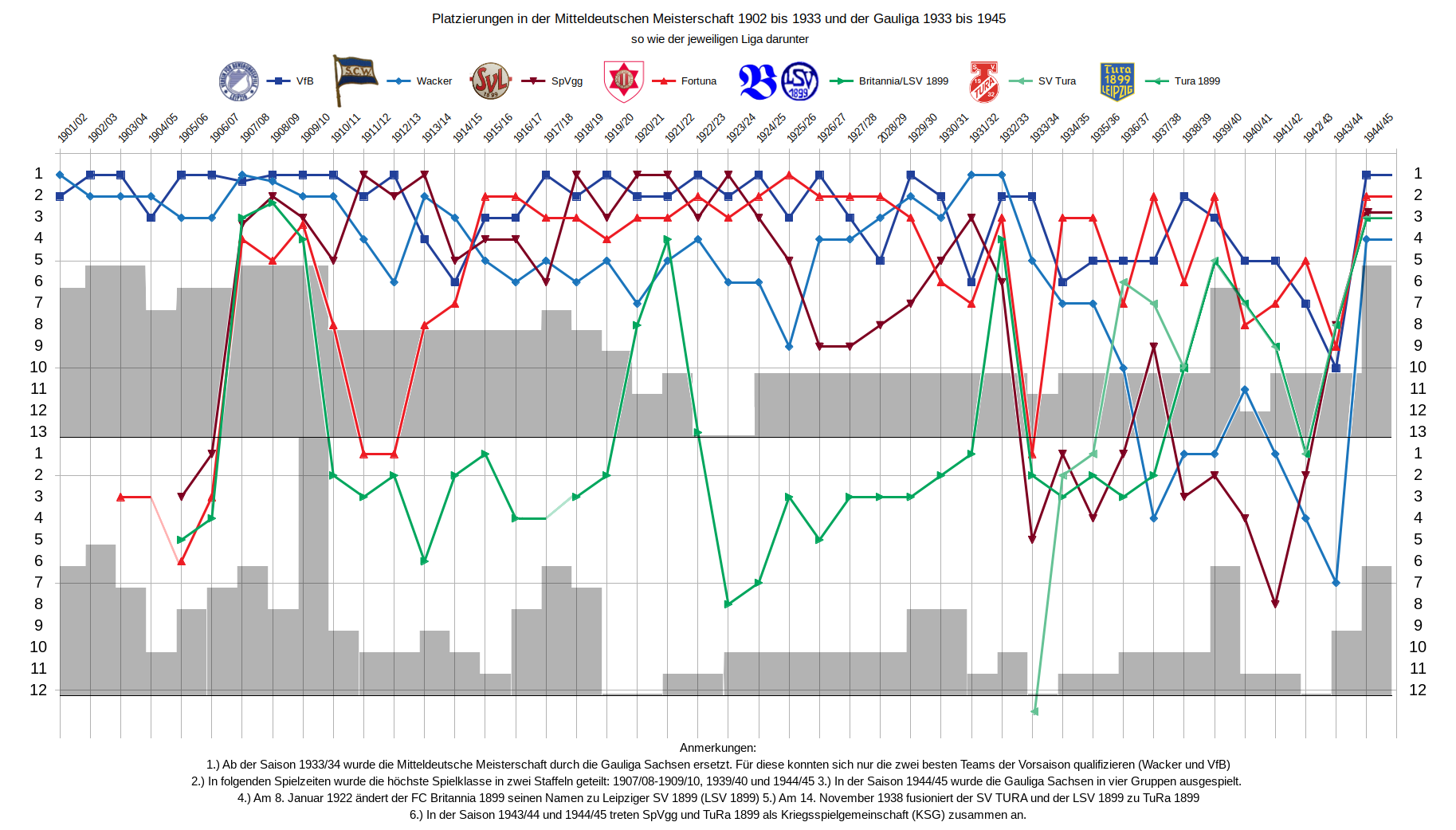
Diagramm mit Platzierungen des VfB und weiteren wichtigen Leipziger Clubs in der Mitteldeutschen Meisterschaft und der Gauliga Sachsen zwischen 1901 und 1945

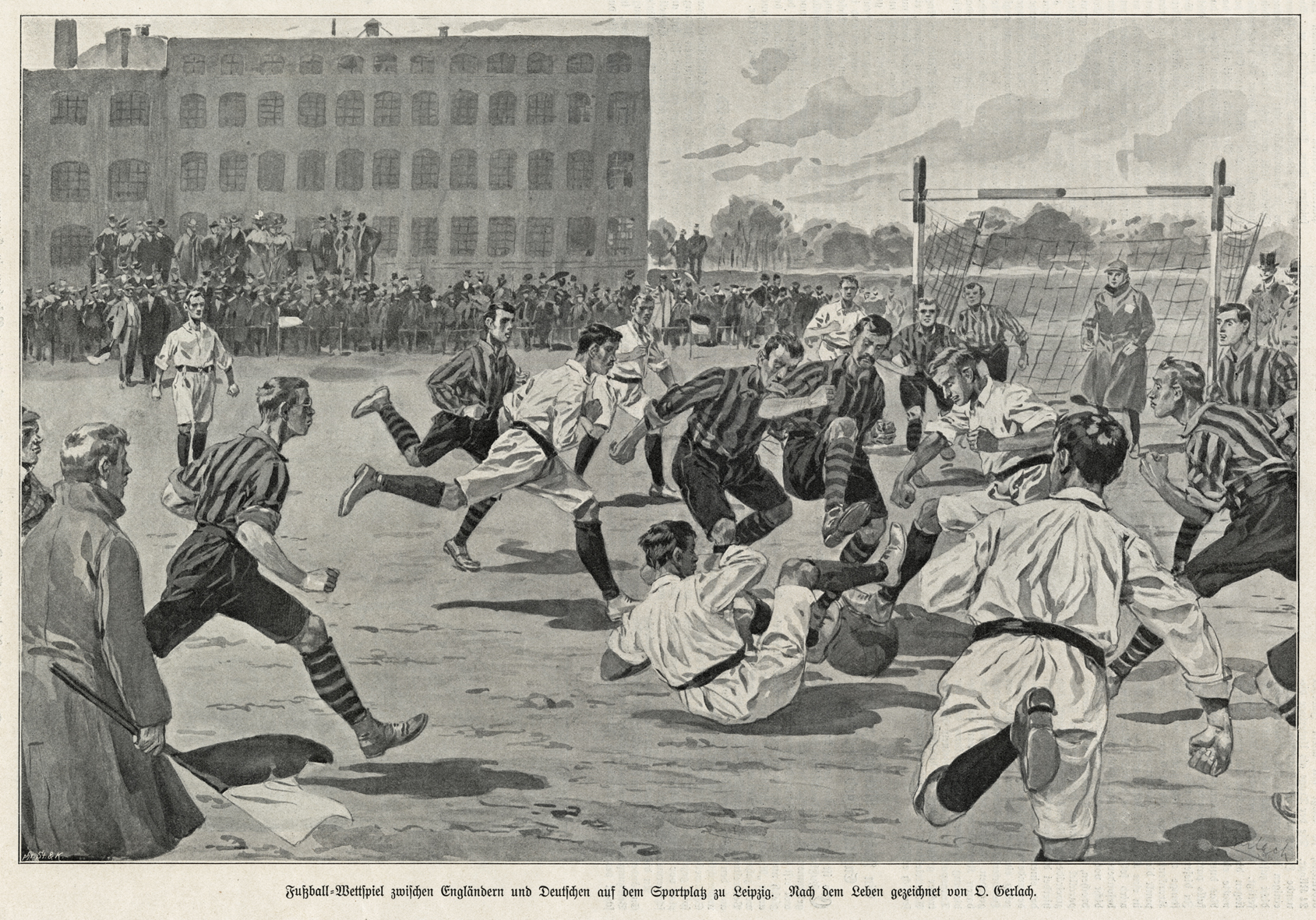
Freundschaftsspiel VfB Leipzig – Richmond Association Football Club auf dem Sportplatz Leipzig, 1902.

Meistermannschaft 1903: Ernst Raydt – Erhard Schmidt, Arthur Werner – Wilhelm Rößler, Walter Friedrich, Otto Braune – Georg Steinbeck, Bruno Stanischewski, Heinrich Riso, Adalbert Friedrich, Ottomar Aßmus
Der VfB Leipzig gehörte nun zur absoluten Leistungsspitze im deutschen Fußball. In den zwölf Jahren bis zum Ersten Weltkrieg 1914 qualifizierte er sich immer für die spielstarke Endrunde um die mitteldeutsche Meisterschaft und neunmal für die DFB-Endrunde. Nur dreimal wurde die DFB-Endrunde verpasst: 1909 aus organisatorischen sowie 1908 und 1912 aus sportlichen Gründen. Während der acht DFB-Endrunden (1905 nahm man aus Kostengründen das Spielrecht nicht wahr) zog der VfB Leipzig selbst sechsmal ins Endspiel, wurde dort dreimal Deutscher Meister (1903, 1906 und 1913) und drei weitere Male deutscher Vizemeister (1904, 1911 und 1914).
Mit Beginn des Ersten Weltkrieges 1914 ruhte der Spielbetrieb im gesamten Deutschen Reich. Von 586 VfB-Vereinsmitgliedern waren 245 im Kriegseinsatz. Aus der Meisterelf 1913 starben vier Spieler. Während des Krieges wurden nur noch regionale Meisterschaften ausgespielt. Dabei wurde der VfB 1918 zum achten Mal Mitteldeutscher Meister.

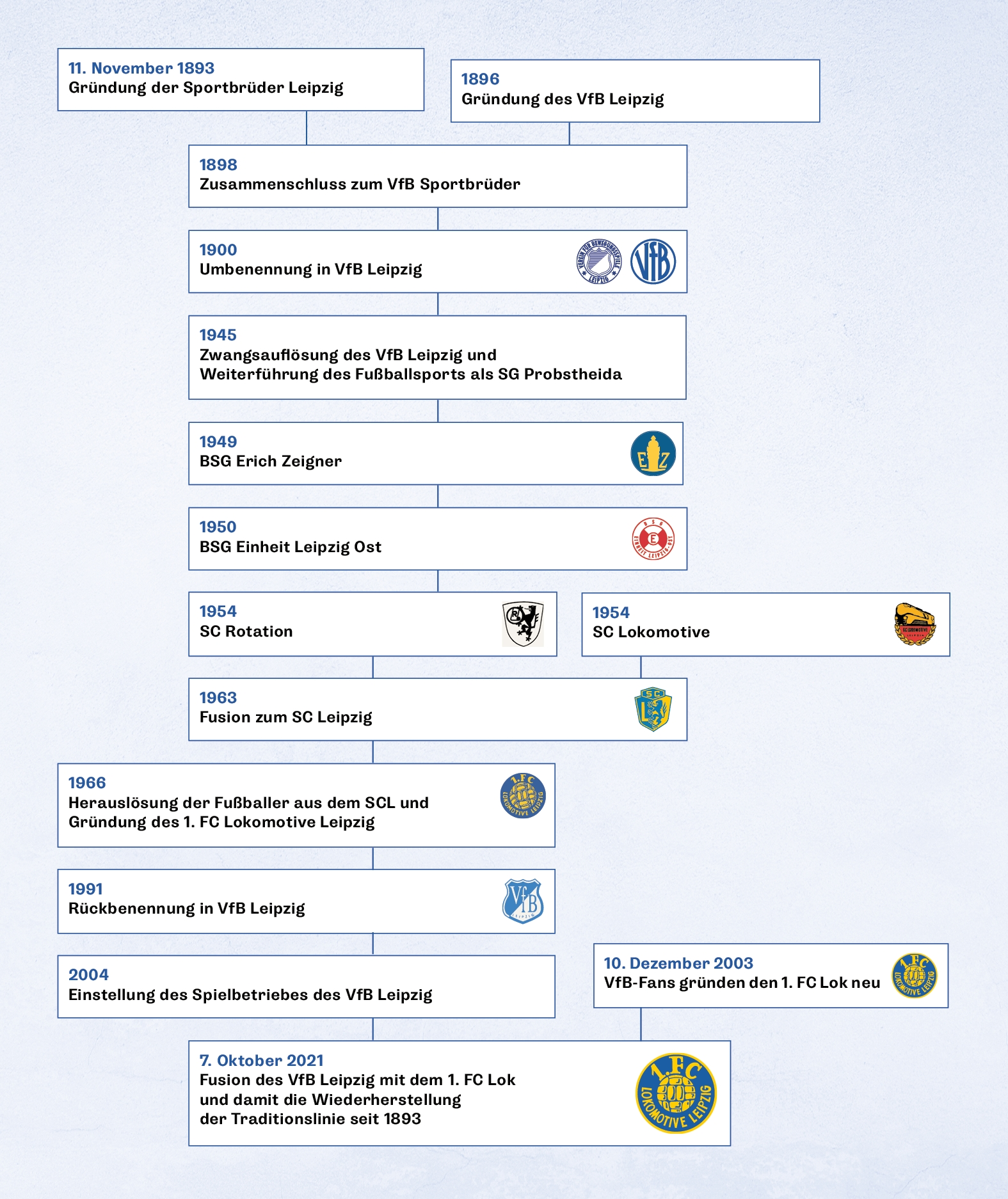
Historische Namensentwicklung des VfB Leipzig und seiner Nachfolger

### 1918–1933: Wiederaufbau der Mannschaft
Der Wiederaufbau einer ebenso wie in der Vorkriegszeit erfolgreichen Mannschaft gelang nicht. Sportliche Erfolge stellten sich nur noch sporadisch ein. Der Umzug ins neue VfB-Stadion 1922 brachte zwar neue Zuschauerrekorde bei Spielen um die Leipziger Gaumeisterschaft, die fußballerische Leistung blieb jedoch mittelmäßig. Man wurde noch fünfmal Leipziger Gaumeister sowie dreimal Mitteldeutscher Meister.

### 1933–1945: Erstklassigkeit und Tschammerpokal
Als Mitteldeutscher Vizemeister 1933 qualifizierte sich der VfB für die Gauliga Sachsen. Das war die höchste Spielklasse im von den Nationalsozialisten 1933 eingeführten Spielsystem. Die Zeit bis 1944 war ohne Glanz, der VfB spielte meist im Mittelfeld oder gegen den Abstieg. 1944 landeten die Blau-Weißen auf dem letzten Platz der sächsischen Gauliga, was allerdings ohne Konsequenzen blieb, da die darauf folgende Saison 1944/45 aufgrund der ab Dezember 1944 eingeführten Reisebeschränkungen nicht mehr ausgespielt wurde. Nur einmal sorgten die Fußballer des VfB in dieser Zeit für Aufsehen: 1936 erreichte die Mannschaft das zum zweiten Mal ausgetragene Endspiel um den DFB- oder Tschammer-Pokal. Auf dem Weg dorthin mussten sieben Vereine besiegt werden, darunter vier amtierende Gaumeister. Wegen der Olympischen Spiele 1936 in Berlin ergaben sich Verzögerungen im Spielplan, die die Austragung des 36er Finales erst Anfang des Jahres 1937 ermöglichten. In einem legendären Endspiel besiegte der VfB am 3. Januar 1937 den damals übermächtigen FC Schalke 04 im Olympiastadion Berlin vor 70.000 Zuschauern (davon 4000 Fans aus Leipzig) mit 2:1.

### Auflösung 1945 und Nachfolgevereine
Nach dem Zweiten Weltkrieg wurden alle ostdeutschen Sportvereine auf Betreiben der sowjetischen Besatzungsmacht auf Grundlage der Direktive Nr. 23 des Alliierten Kontrollrats auf Dauer verboten, damit hörte der VfB Leipzig auf zu bestehen.
Im Frühjahr 1946 wurde an gleicher Stelle die SG Probstheida gegründet, unter anderem durch ehemalige VfB-Spieler. Unter anderem trat die Fußballabteilung 1949 der BSG Erich Zeigner und nach deren Auflösung ein Jahr später der BSG Einheit Ost bei. 1954 wurde abermals ein neuer Verein in Probstheida angesiedelt: Die Sportabteilungen wechselten zum SC Rotation Leipzig. Nach der Zusammenführung von SC Rotation und SC Lokomotive im Jahre 1963 spielte dort der SC Leipzig und ab 1966 dessen Nachfolger 1. FC Lokomotive Leipzig, der damit als Nachfolgeverein des VfB gilt.
Im Zuge der politischen Wende 1989/90 in der DDR waren im Leistungssport neue Strukturen erforderlich. Viele Vereine änderten ihren DDR-Namen durch Modifizierung (z. B. SG Dynamo Dresden) oder übernahmen ihre alten Namen aus der Zeit vor 1945. Der VfB Leipzig (1991) entstand aus den Strukturen des 1. FC Lokomotive Leipzig. Die Namenswahl gründete sich auf den Erfolgen des VfB Leipzig von 1893 sowie auf der Tatsache, dass im Jahr 1946 ehemalige Mitglieder des VfB Leipzig von 1893 beim Lok-Vorgänger SG Probstheida eine neue Heimat fanden.

## Erfolge
- Deutscher Meister (3): 1902/03, 1905/06, 1912/13
- Deutscher Vizemeister (3): 1903/04, 1910/11, 1913/14
- Tschammerpokalsieger (1): 1936
- Mitteldeutscher Meister (11): 1902/03, 1903/04, 1905/06, 1906/07, 1909/10, 1911/12, 1913/13, 1917/18, 1919/20, 1924/25, 1926/27 (Rekord)
- Mitteldeutscher Pokalsieger (1): 1930
- Nordwestsächsischer bzw. Leipziger Gaumeister (14): 1903, 1904, 1906, 1907, 1909, 1910, 1911, 1913, 1918, 1920, 1923, 1925, 1927, 1930

## Weitere Abteilungen
Obwohl der Verein als reiner Fußballverein gegründet wurde, entwickelte sich der VfB Leipzig zu einem bürgerlichen Großverein mit fast 3.000 Mitgliedern und im Verein wurden unterschiedlichste Sportarten angeboten. Die bekanntesten Abteilungen des VfB Leipzig waren die Abteilung Fußball, Abteilung Leichtathletik, Abteilung Schwimmsport und Abteilung Tennis.
Neben diesen drei Sportarten wurden aber auch noch zum Beispiel Cricket, Eishockey, Faustball, Feldhandball, Hockey, Schlagball und Sportkegeln angeboten. In den 1920er Jahren bildete sich zudem eine Bergsport- und Skiabteilung. Zur Zeit des Nationalsozialismus bestand zudem eine Wehrsportabteilung im gleichgeschalteten VfB, in der alle 16- bis 26-Jährigen regelmäßig an Geländesportübungen teilnehmen mussten. Sie wurde durch den Vereinsvorsitzende Fricke, welcher Mitglied der NSDAP war, gegründet.

### Leichtathletik
Im Jahr 1905 gelang der Leichtathletikabteilung des VfB Leipzig einen Achtungserfolg. Mit Martin Beckmann konnte der VfB als erste Leipziger Sportverein einen deutschen Meister in der Leichtathletik stellen. Am 16. Juli gewann er den 400-Meter-Lauf der deutschen Leichtathletik-Meisterschaften, welcher in Mülhausen im Elsass durchgeführt wurde. Im gleichen Jahr konnte Reinhold Friedrich am 23. Juli in Leipzig den deutschen Meistertitel in Diskuswurf gewinnen.
Nach acht Jahren konnte mit Walter Martin ein VfB-Sportler wieder einen deutschen Meistertitel gewinnen. Bei den deutschen Leichtathletik-Meisterschaften 1913 in Breslau gewann er den 110-Meter-Hürdenlauf. Bei den deutschen Leichtathletik-Meisterschaften 1915, welche während des Ersten Weltkrieges durchgeführt wurden, gewann Richard Kahl Wettbewerb in Speerwurf.

### Schwimmsport
Im Schwimmsport war der VfB für drei Jahre sehr erfolgreich. Durch den Übertritt der beiden Leipziger Vereine 1. Leipziger Schwimmclub und Leipziger Damenschwimmclub zum VfB im Jahre 1923 errangen VfB-Sportler fast ein Dutzend deutsche Meistertitel. 1926 trennten sich die Wege wieder.

### Tennis
Heinrich Schomburgk, welcher mit der Fußballabteilung des VfB Leipzig 1906 den deutschen Meistertitel gewann, war auch als Tennisspieler beim Leipziger SC aktiv war. Er wurde im Herreneinzel, im Herrendoppel und im Mixed-Team Deutscher Meister. Zudem nahm er an den Olympischen Spielen 1912 in Stockholm teil. Im Herreneinzel auf den Freiplatz schied er im Achtelfinale gegen Südafrikaner Harold Kitson aus. Im gemischten Doppel auf den Freiplatz erreichte er gemeinsam mit Dora Köring das Finale und besiegten das Schwedische Team bestehend aus Sigrid Fick und Gunnar Setterwall. Durch diesen Sieg ist Heinrich Schomburgk der erste Leipziger Olympiasieger.
Im Jahr 1937 wurde die VfB-Sportlerin Annelies Ullstein deutsche Meisterin im Tennis.